# 베티나 폰 아르님
베티나 폰 아르님(독일어: Bettina von Arnim, 본명: 엘리자베트 카타리나 루도비카 마그달레나 브렌타노(Elisabeth Catharina Ludovica Magdalena Brentano), 1785년 4월 4일 프랑크푸르트암마인 ~ 1859년 1월 20일 베를린)은 독일의 작가이다. 그의 남편은 독일 낭만주의를 대표하는 작가인 루트비히 아힘 폰 아르님이며, 그의 오빠인 클레멘스 브렌타노 또한 독일 낭만주의를 대표하는 시인이다.

## 생애
프랑크푸르트암마인 출신이며 1794년부터 1797년까지 프리츨라어(Fritzlar) 우르술라회 수도원에서 교육을 받았다. 1803년부터 1806년까지는 오펜바흐암마인에서 자신의 할머니인 조피 폰 라 로셰(Sophie von La Roche)와 함께 살았다. 1811년 루트비히 아힘 폰 아르님과 결혼한 이후에는 남편의 문학 작품, 자신의 문학 작품을 함께 편찬했다. 1831년 아힘 폰 아르님이 사망할 때까지 슬하에 7명의 자녀들을 두었다.
베티나 폰 아르님은 요한 볼프강 폰 괴테, 카롤리네 폰 귄데로데(Karoline von Günderrode), 클레멘스 브렌타노와 편지 교환을 한 것으로 유명하다. 그의 편지 교환 행적을 기록한 작품으로는 《괴테가 한 아이와 나눈 편지들》(Goethes Briefwechsel mit einem Kinde, 1835년), 《귄데로데》(Die Günderode, 1840년), 《클레멘스 브렌타노가 받은 봄의 화환》(Clemens Brentanos Frühlingskranz, 1844년)이 있다.
베티나 폰 아르님은 사회적으로 소외된 계층에 동정적인 입장을 갖고 있었다. 1843년에는 프로이센 왕국의 프리드리히 빌헬름 4세 국왕에게 자신의 정치적 의견을 전달한 작품인 《이 책은 왕의 것》(Dies Buch gehört dem König, 1843년)을 출간했다. 자신이 적극 지지했던 1848년 독일 혁명이 실패한 이후에는 한동안 고향에서 은신했고 1852년에는 《악마와의 대화》(Gespräche mit Dämonen)를 출간했다. 1859년 1월 20일 베를린에서 사망할 때까지 문학 작품 창작 활동을 전개했다.

## 사후
2002년에 미국의 베토벤 협회가 발행한 베토벤 저널에는 베티나가 베토벤의 유명한 불멸의 연인이었다고 주장하는 기사가 실렸다. 베티나는 베토벤으로부터 받은 세 통의 편지를 출판했다. 원본은 하나만 발견되었고, 출판된 버전과 동일하다. 발견된 원본의 편지에서 베토벤은 베티나로부터 두 통의 편지를 받았다는 사실을 인정하고, 그녀에게 "조만간 자주" 다시 편지를 보내달라고 요청하고 있다. 그는 또한 여름 내내 자신의 편지 중 하나를 어디든 가지고 다녔으며. 그 편지를 통해 "종종 최고의 행복"을 느꼈다고 말했다. 편지에서 베토벤은 친밀한 독일어 형태인 "du"(당신)를 사용하여 베티나에게 작별 인사를 한다. 알려진 바에 따르면, 베토벤은 사랑하는 불멸자를 제외하고, 어떤 여성과도 서신을 보낼 때 이 표현을 사용한 적이 없다. 베티나가 발행한 다른 두 편지 중 하나가 진짜라면 그녀가 불멸의 사랑을 받는 사람이라는 결정적인 증거가 될 것이다.

## 사진

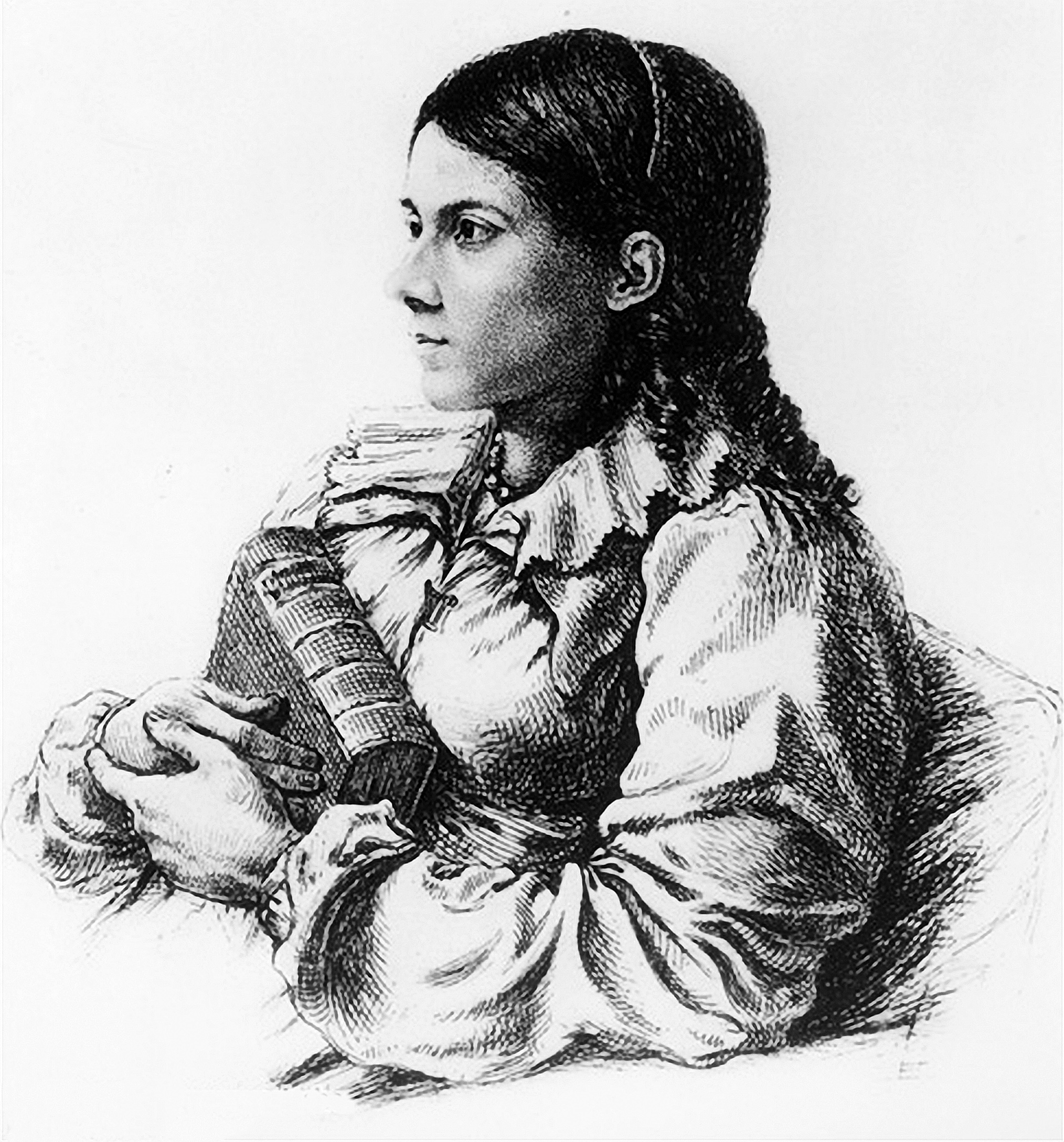
루트비히 에밀 그림이 그린 베티나 폰 아르님의 초상화